# Stictoptera nigrotincta
Stictoptera nigrotincta är en fjärilsart som beskrevs av Embrik Strand 1917. Stictoptera nigrotincta ingår i släktet Stictoptera och familjen nattflyn. Inga underarter finns listade i Catalogue of Life.